# Heinrich Herberg
Heinrich Herberg (* 19. Mai 1873 in Bechtheim; † 24. Februar 1947 in Oppenheim) war ein deutscher Verwaltungsjurist, zuletzt Kreisdirektor des Kreises Oppenheim.

## Leben
Heinrich Herberg war ein Sohn des gleichnamigen Notars Heinrich Herberg (1833–1890). Er studierte ab Sommersemester 1892 Rechtswissenschaften in Gießen, wo er Mitglied des Corps Teutonia war, sowie in München und wurde 1898 Regierungsassessor. Von 1924 bis 1934 war er Kreisdirektor des Kreises Oppenheim. 1934 trat er in den Ruhestand.